# شريطي الذيل
شريطي الذيل (الاسم العلمي: Trochilus)، هي طيور طنانة من جنس عداء (Trochilus)، وهي تستوطن جامايكا. إنهُ الجنس النمطي لفصيلة Trochilidae. تعتبر معظم المراجع اليوم أن التصنيفين في هذا الجنس هما نوعان منفصلان، لكن البعض (على سبيل المثال AOU) يستمر في معاملتهما على أنهما متناوعان، وفي هذه الحالة يكون scitulus نويعًا من T. polytmus. تُطلق عليهم مجموعة واسعة من الأسماء الشائعة على هذه الأنواع مجتمعة، بما في ذلك شريطي الذيل الأخضر والأسود، أو شرطي الذيل الجامايكي أو ببساطة شرطي الذيل. اسم شريطي الذيل يُشير إلى ريش الذيل الذكور الممدودة بشكل كبير.